# The Battery (New York)
 The Battery is een groot stadspark van 10 ha in New York. Het is gelegen op het zuidelijkste puntje van het eiland Manhattan aan de oever van de Hudson. Tot 2015 stond het park bekend als Battery Park, maar in dat jaar herstelde de New York City Department of Parks and Recreation de oorspronkelijke naam, "The Battery".
De naam stamt uit de Nederlandse tijd toen New York nog Nieuw-Amsterdam heette. Tijdens de kolonisatie van de Nederlanders stond er een batterij kanonnen opgesteld op deze plaats die net ten zuidoosten lag van het Fort Amsterdam. In het park staat Castle Clinton, een negentiende-eeuws fort dat nu dienstdoet als museum. Voorheen lag dit op een kunstmatig eiland voor de kust, maar door aanplempingen kwam het op het vasteland te liggen en werd ruimte gecreëerd voor het latere park.
Aan The Battery staan het Whitehall Building, het One New York Plaza, het 1 Broadway en het Alexander Hamilton U.S. Custom House, dat tegenwoordig de New Yorkse afdeling van het National Museum of the American Indian huisvest. The Battery was tien jaar lang de rustplaats van The Sphere tot de sculptuur in september 2017 terug nabij het World Trade Center werd geplaatst.
Vanuit The Battery gaan veerponten naar het Vrijheidsbeeld en Ellis Island.
De wijk ten noordwesten van het park staat bekend als Battery Park City. De wijk ten noordoosten is het financiële centrum rond Wall Street.